# Globicornis fasciata
Globicornis fasciata är en skalbaggsart som först beskrevs av Leon Fairmaire 1859.  Globicornis fasciata ingår i släktet Globicornis, och familjen ängrar. Arten har ej påträffats i Sverige.